# Pink Island
Apink 2ND CONCERT "PINK ISLAND" là tour diễn thứ hai của nhóm nhạc nữ Hàn Quốc Apink.

## Tổng quan
Ngày 22 tháng 7 năm 2014, A Cube Entertainment thông báo rằng đã lên lịch cho tour diễn thứ hai của Apink. Đây là concert thứ hai của nhóm, và nó là một phần trong kế hoạch quảng bá cho full album Pink Memory. Concert sẽ bao gồm 2 buổi biểu diễn và vé sẽ được mở bán trước 27 ngày trên trang Interpark. Hơn 9000 vé đã được bán chỉ trong 20 phút.

## Danh sách các màn biểu diễn
- Opening VCR -
- Remenber
- Good Morning Baby
- No No No

- Ment -
- 끌려
- My My
- LUV

- VCR #2 -
- 신기하죠
- 새끼손가락
- SUNDAY MONDAY
- Secret

- Ment -
- 여름 안에서－Son Naeun
- 초대－Park Chorong
- Honey－Kim Namjoo
- 멍－Jung Eunji
- 10 Minute－Oh Hayoung
- 챔피언－Yoon Bomi
- Run To You

- VCR #3 -
- 천사가 아냐
- 고양이
- Hush

- Ment -
- I Do
- U You
- Yeah
- 4월 19일

- Encore -
- Mr. Chu (On Stage)
- Remenber

- Ment -
- 하늘높이

## Lịch tình tour diễn
| Ngày                | Thành phố, Quốc gia | Địa điểm     |
| ------------------- | ------------------- | ------------ |
| 22 tháng 8 năm 2015 | Seoul, Hàn Quốc     | Jamsil Arena |
| 23 tháng 8 năm 2015 | Seoul, Hàn Quốc     | Jamsil Arena |

## DVD
DVD của concert được A Cube Entertainment phát hành vào ngày 9 tháng 3 năm 2016.
Không như DVD của tour diễn trước, lần này các bài hát solo đều được đưa vào DVD.
| DVD 1            | DVD 1               | DVD 1      |
| STT              | Nhan đề             | Thời lượng |
| ---------------- | ------------------- | ---------- |
| 1.               | "Remember"          |            |
| 2.               | "Good Morning Baby" |            |
| 3.               | "NoNoNo"            |            |
| 4.               | "끌려"              |            |
| 5.               | "MyMy"              |            |
| 6.               | "LUV"               |            |
| 7.               | "신기하죠"          |            |
| 8.               | "새끼손가락"        |            |
| 9.               | "SUNDAY MONDAY"     |            |
| 10.              | "Secret"            |            |
| 11.              | "여름안에서"        |            |
| 12.              | "초대"              |            |
| 13.              | "Honey"             |            |
| 14.              | "멍"                |            |
| 15.              | "10Minutes"         |            |
| 16.              | "챔피언"            |            |
| 17.              | "Run To You"        |            |
| 18.              | "천사가 아냐"       |            |
| 19.              | "고양이"            |            |
| 20.              | "HUSH"              |            |
| 21.              | "I DO"              |            |
| 22.              | "U YOU"             |            |
| 23.              | "Yeah"              |            |
| 24.              | "4월19일"           |            |
| 25.              | "Mr. Chu"           |            |
| 26.              | "하늘높이"          |            |
| Tổng thời lượng: | Tổng thời lượng:    | 02:16:47   |

| DVD 2 | DVD 2             | DVD 2      |
| STT   | Nhan đề           | Thời lượng |
| ----- | ----------------- | ---------- |
| 1.    | "Concert Making"  | 17:47      |
| 2.    | "VCR Making"      | 20:11      |
| 3.    | "Commentary Talk" | 25:22      |

## Sản xuất
- Trình diễn: Apink
- Chủ quản: A Cube Entertainment
- Tổ chức: Hakuna Matata, Ltd.
- Tài trợ: Interpark